# Cóc (cây)
Cóc (danh pháp hai phần: Spondias dulcis, đồng nghĩa: Spondias cytherea) là một loài cây thân gỗ ở vùng nhiệt đới, với quả ăn được và hột có nhiều xơ. Tại Trinidad và Tobago, nó được gọi là Pommecythere.
Quả cóc có thể ăn tươi; lớp cùi thịt dày, cứng, giòn và có vị hơi chua-ngọt. Tại Indonesia và Malaysia, nó được ăn kèm với một loại nước xốt mặn-ngọt màu đen và đặc, gọi là hayko. Nó cũng là thành phần chế biến món rojak, một món xà lách rau quả trong ẩm thực ở Malaysia, Singapore và Indonesia. Nó cũng thể được dùng để làm nước quả.
Các tên gọi trong một số ngôn ngữ:
- buah kedondong (Malay)
- kedondong (Indonesia)
- vī (Tonga)
- 'ambarella' (Hà Lan)
- évi (Réunion)
- hevi (Philippines)
- mokah (Campuchia)
- gway (Myanma)
- makok (มะกอก) (Thái Lan)

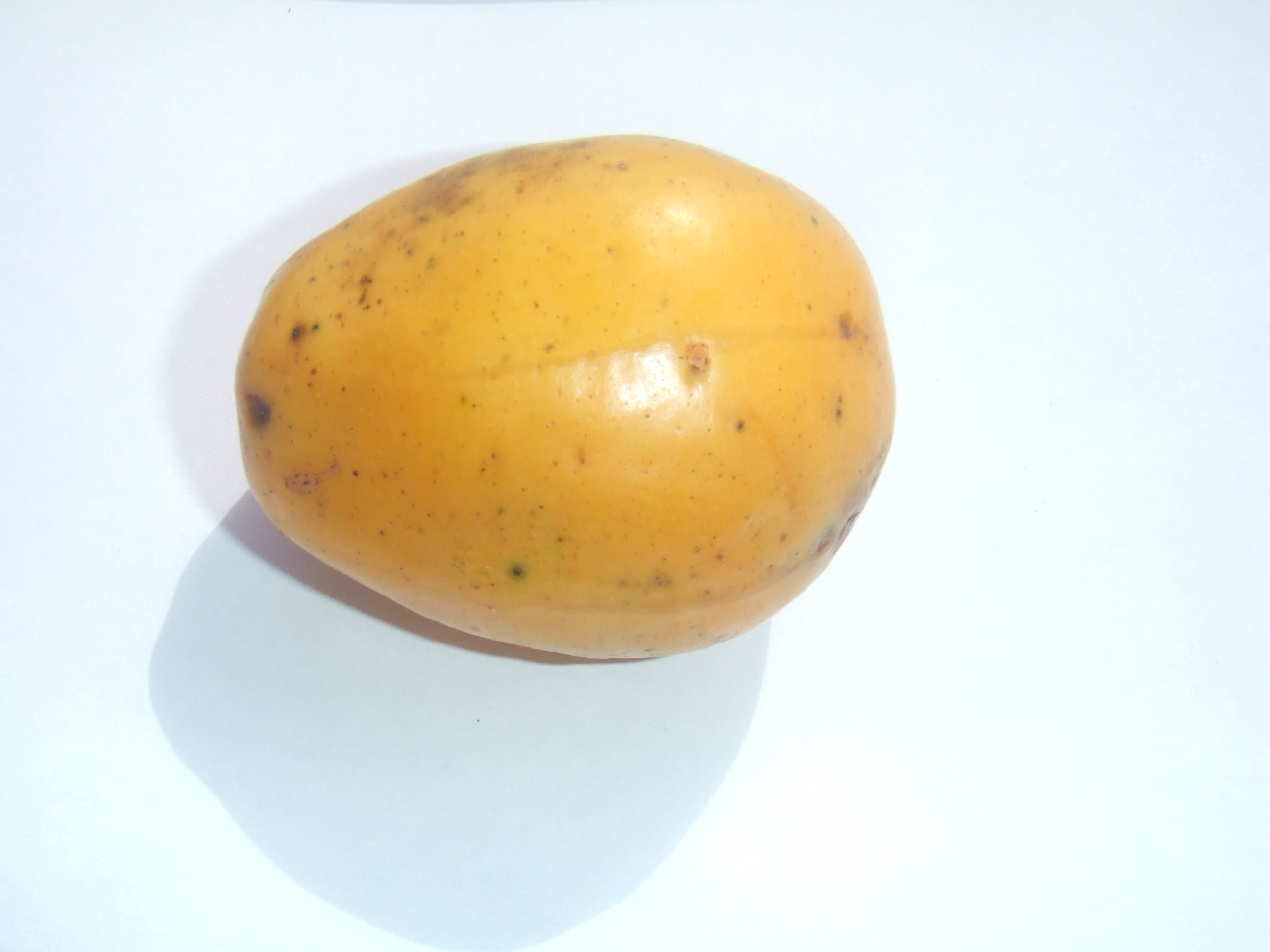
Quả

- prune Cythère, pomme Cythère (Pháp)[1]
- Goldpflaume (Đức)
- hog plum, Tahitian apple, Otaheite apple, Golden apple (Anh).
- june plum (Jamaica)
- Ambarella (tiếng Sinhal, Sri Lanka)

## Thư mục ảnh

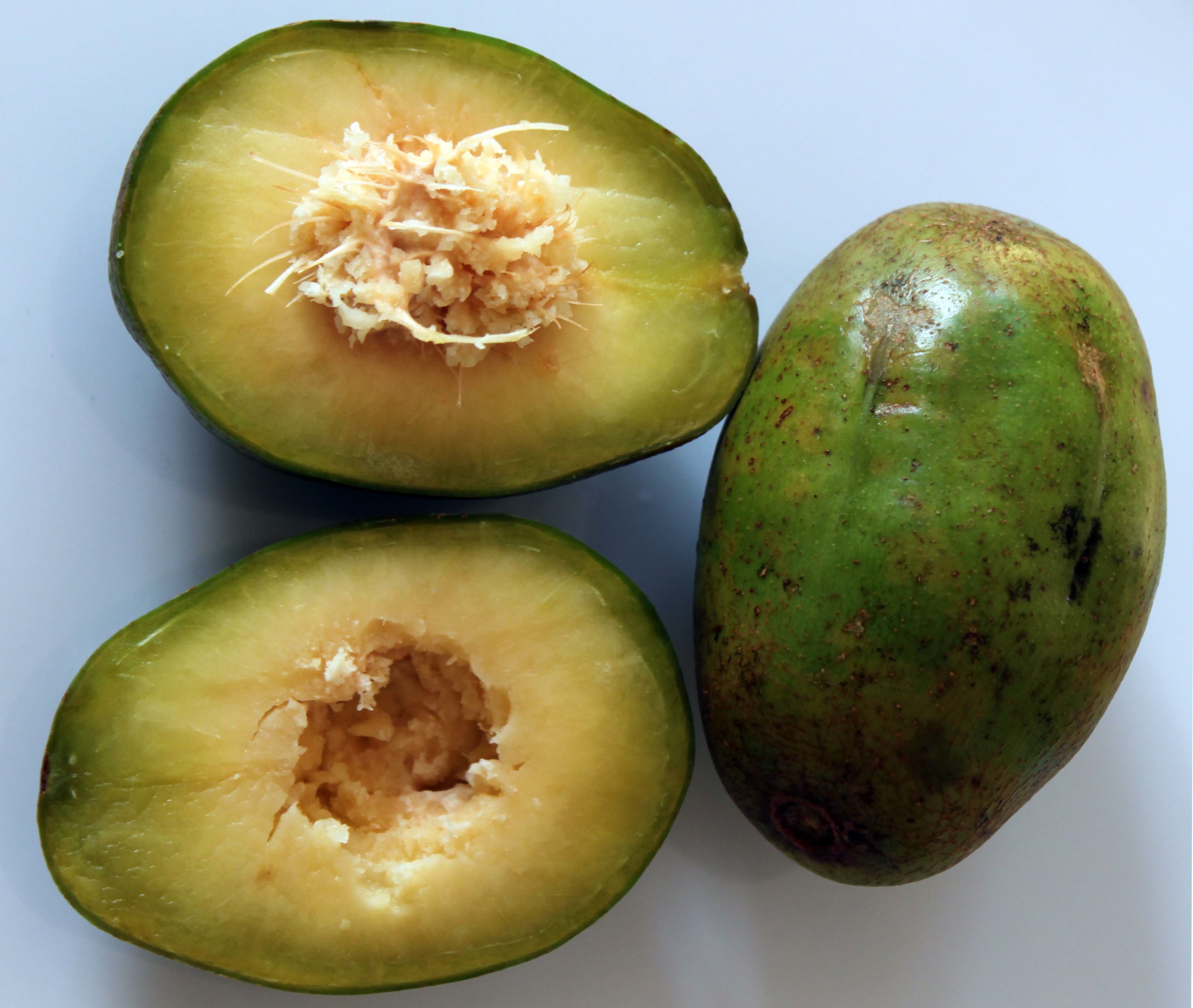
Quả cóc được bổ ra làm hai
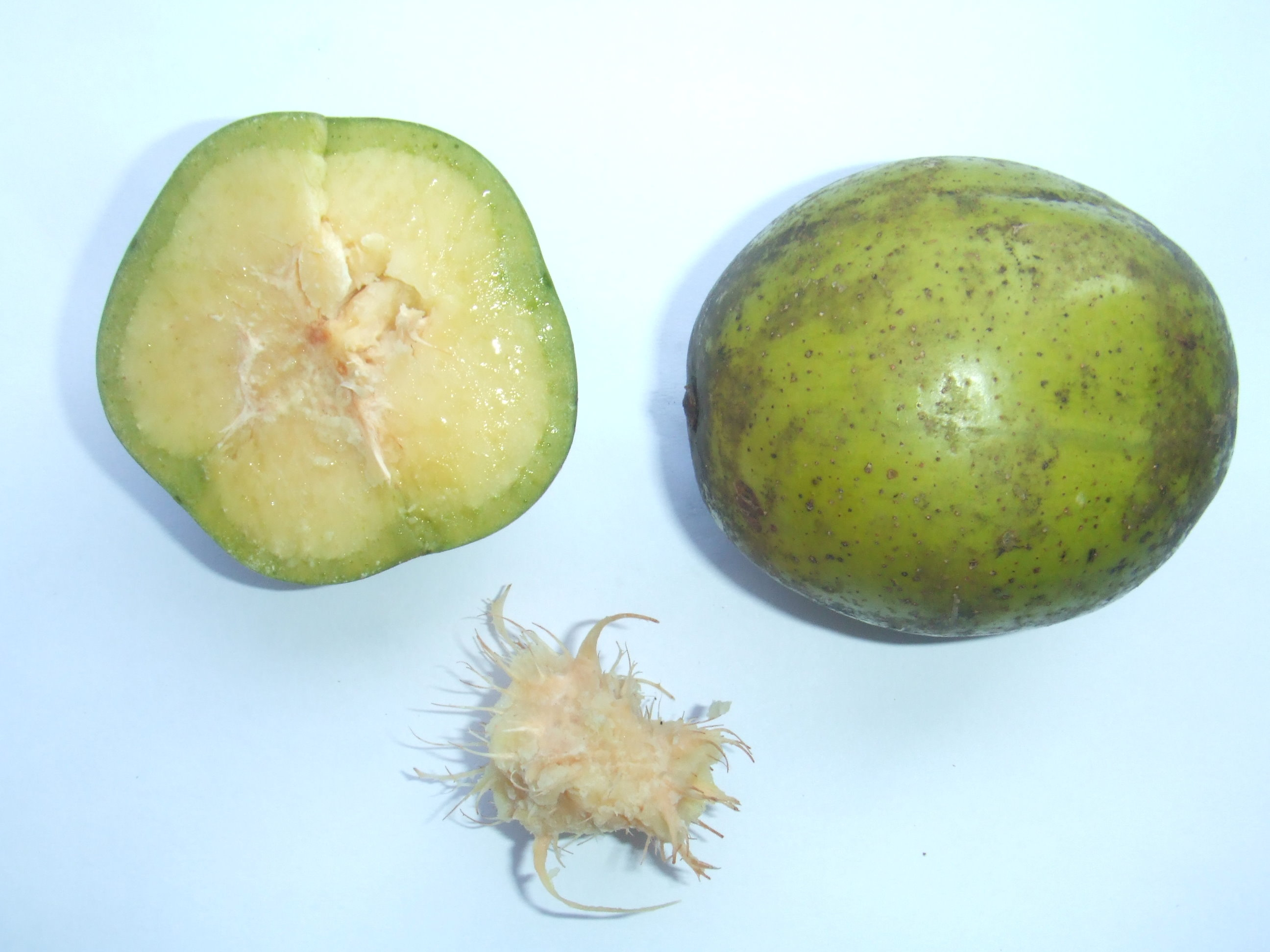
Quả cóc được bổ ra
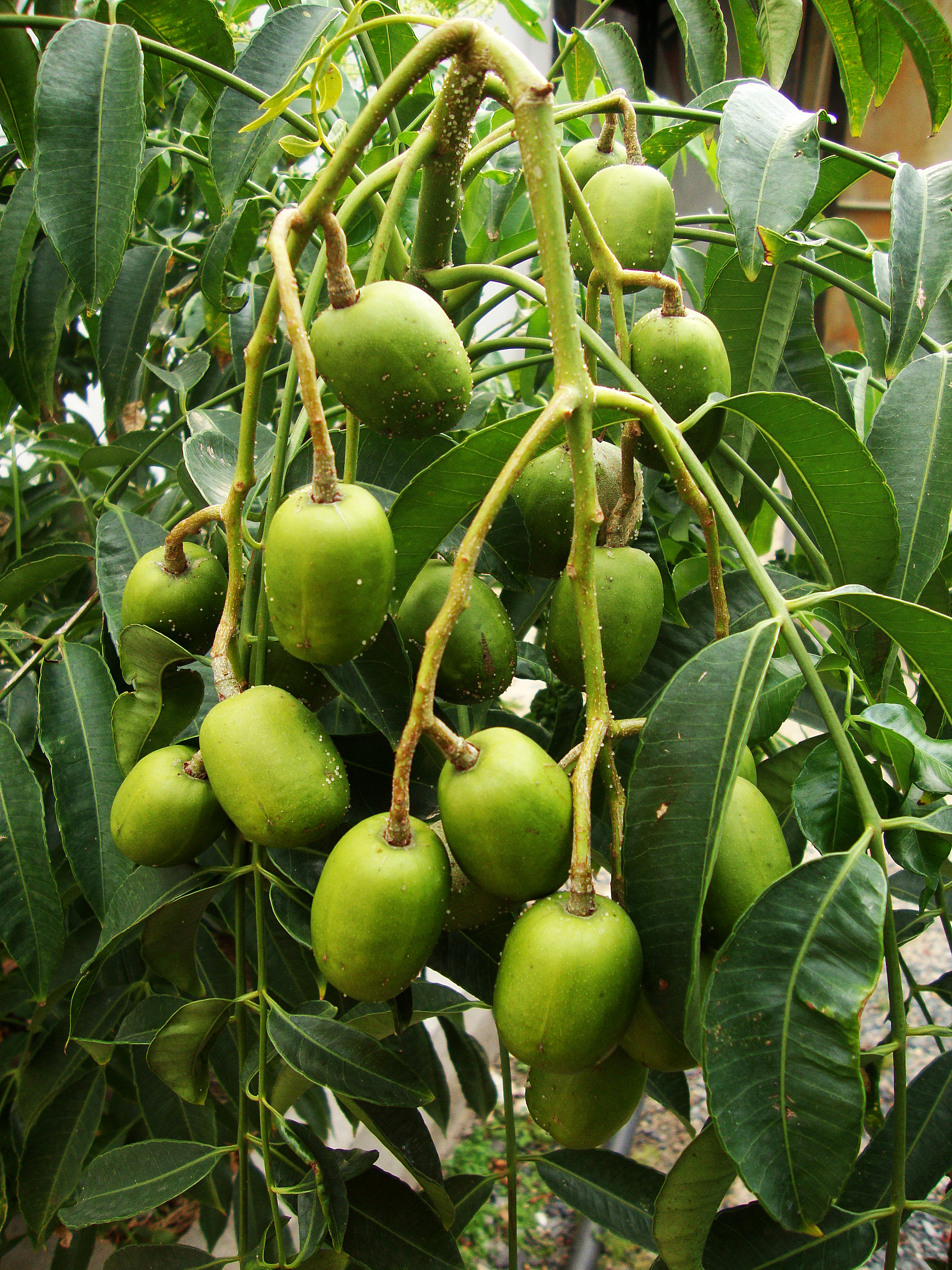
Trái cóc trên cây
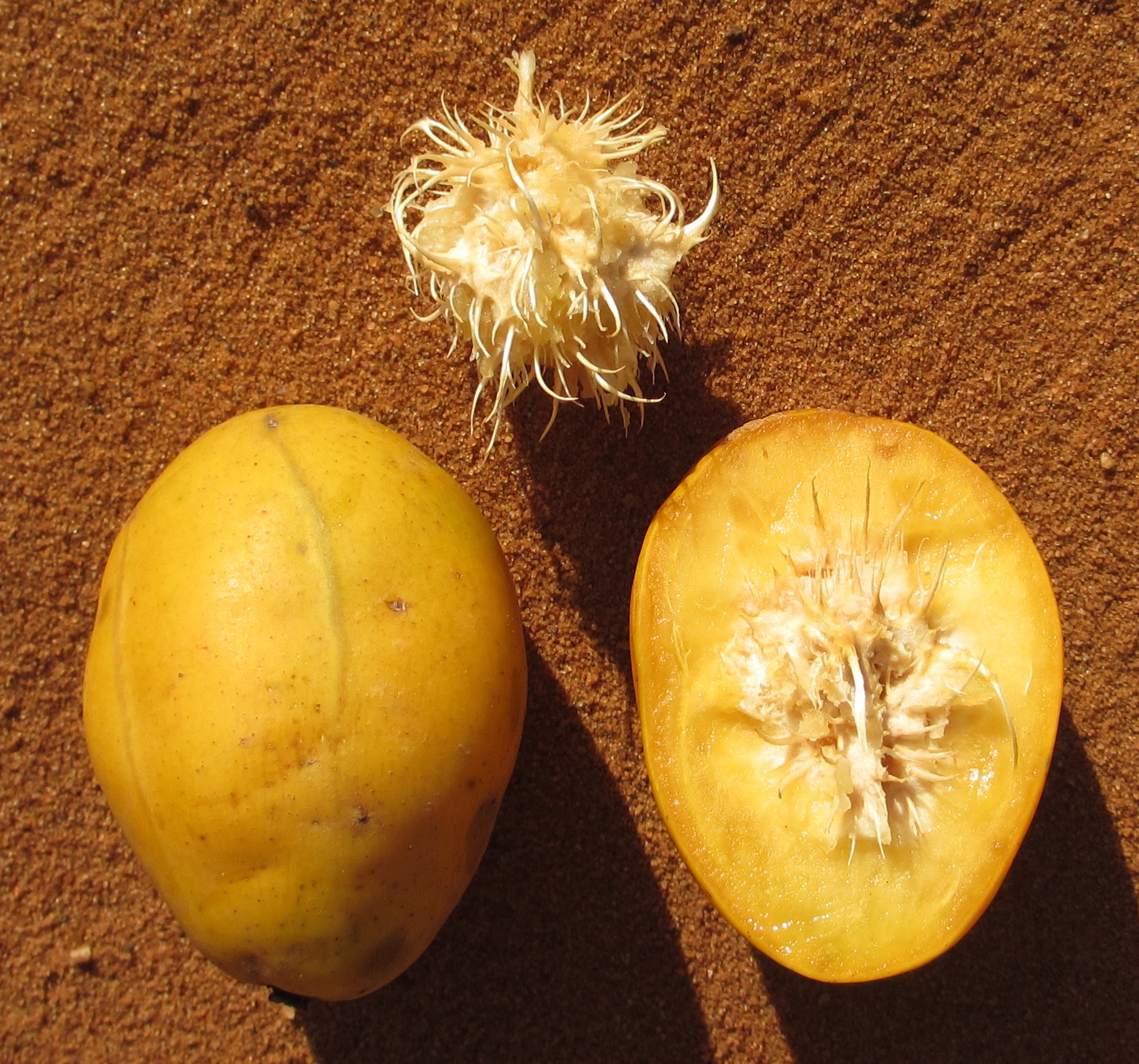
Trái cóc chín được bổ dọc ra làm hai